# Berdorf
Berdorf (luxembourgsk: Bäerdref) er en kommune og et byområde i Luxembourg. Kommunen, som har et areal på 21,93 km², ligger i kantonen Echternach i distriktet Grevenmacher. I 2005 havde kommunen 1.432 indbyggere. 